# Universidad del Este de Carolina
La Universidad del Este de Carolina (East Carolina University en idioma inglés) es una universidad pública localizada en Greenville, Carolina del Norte, en los Estados Unidos de América. La universidad es la tercera institución de educación superior más grande del estado, y la segunda más grande del estado al este de Raleigh; también, es la de mayor crecimiento del sistema de la Universidad de Carolina del Norte.
La Asamblea General de Carolina del Norte creó la Universidad del Este de Carolina el 8 de marzo de 1907 como una escuela normal y designó a la ciudad de Greenville como sede el 2 de julio de 1908. La universidad inició clases en 1909. A pesar de que la universidad ha sido reconocida históricamente por su enfoque en las áreas de educación, enfermería, administración, artes y medicina, esta ofrece más de cien carreras de estudio entre las que se encuentran matemáticas, turismo, ingeniería, construcción, computación, fisiología, ciencias políticas y trabajo social.
El nombre de Escuela Normal de Maestros del Este de Carolina (East Carolina Teachers Training School, ECTTS) fue cambiado por el de Colegio Normal del Este de Carolina (East Carolina Teachers College, ECTC) hacia 1907, el cual finalmente cambiaría por el de la Universidad del Este de Carolina (East Carolina University, ECU) en 1967. El cambio en el nombre reflejó el cambio en su misión, el cual originalmente consistía en la educación y entrenamiento de maestros para Carolina del Norte, en especial aquellos de la región oriental del estado. Actualmente, la universidad continua sirviendo a la comunidad del este de Carolina del Norte con más servicios. La Escuela Brody de Medicina (Brody School of Medicine) provee ayuda médica necesaria a la población que padece pobreza en la región.

## Campus

### Campus principal
El campus principal se localiza en una zona residencial urbana en el centro de Greenville y cuenta con una superficie de 2,1 km². Los 162 edificios en el campus principal cubren un espacio de uso académico, de investigación y residencial que totalizan 325.000 m². Varios de los edificios presentan un estilo de renacimiento colonial en su arquitectural inspirado por la estadía de Thomas Jordan Jarvis en Brasil como embajador, quien quiso llevar este tipo de estilo arquitectónico al este de Carolina del Norte. En el campus principal existen 15 dormitorios los cuales se dividen en tres barrios separados. El rasgo distintivo del campus principal es la explanada, la cual es un área arbolada donde los estudiantes se recrean. En medio de la explanada se encuentra una réplica de la cúpula del edificio Austin, antiguo edificio administrativo.

### Campus de Ciencias de la Salud
El campus de Ciencias de la Salud se sitúa dentro del Hospital Conmemorativo del Condado Pitt, cuyo Centro de Traumatología Nivel 1 alberga 745 camas, y sirve como un centro de entrenamiento médico para la Escuela Brody de Medicina. El Sistema de Salud Universitario también opera otros seis hospitales y mantiene acuerdos de afiliación con seis hospitales que sirven a la comunidad del este de Carolina del Norte. Se localiza a 3 km al oeste del campus principal, y tiene una superficie de 0,8 km², de los cuales 88.000 m² es espacio de uso académico y para investigación en 39 edificios. Otros edificios incluyen la Escuela Brody de Medicina, el Instituto de Cardiología del Este de Carolina, el Centro Leo Jenkins de Cancerología, la Escuela de Enfermería, la Biblioteca Laupus de Medicina y la Escuela de Ciencias Relacionadas con la Salud.

### Campus de Investigación Oeste
El Campus de Investigación Oeste se ubica aproximadamente a 6 km al oeste del Campus de Ciencias de la Salud. Consiste de un edificio con una superficie de 2500 m², el cual albergaba anteriormente instalaciones de la Voz de América, entre otras instalaciones de investigación en biología y botánica. Es sede del Instituto por la Salud y Seguridad en la Agricultura, Silvicultura y Pesca de Carolina del Norte.

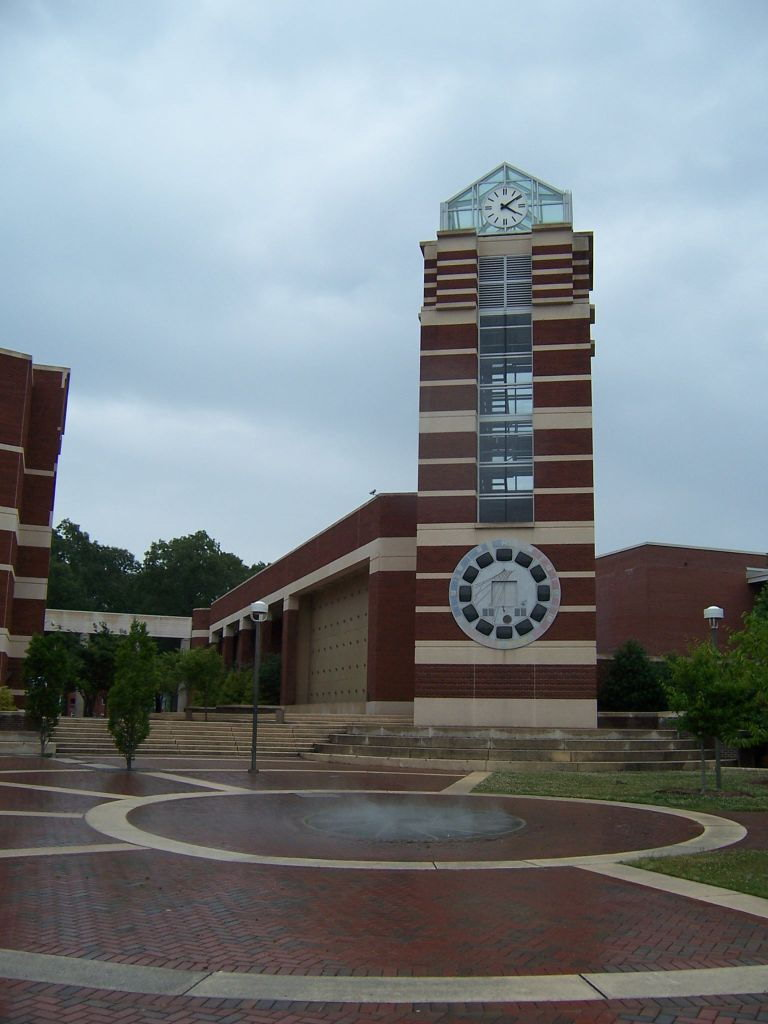
Torre del reloj de la Biblioteca J.Y. Joyner.

### Bibliotecas
La Biblioteca J.Y. Joiner se localiza en el campus principal, a un costado de la explanada de la universidad, y alberga alrededor de 1,3 millones de volúmenes, 2,5 millones de archivos en microfilm, 532.000 documentos gubernamentales y más de 24 000 subscripciones a revistas acedémicas especializadas. La Biblioteca de Música es una extensión de la Joyner, la cual alberga 78.000 artículos. Se localiza en el primer piso de Centro A.J. Fletcher de Música. Finalmente, la Biblioteca Laupus alberga 158.457 volúmenes y 8.712 títulos impresos y electrónicos especialmente relacionados con las ciencias de la salud, la cual opera desde 1969, y se localiza en el Edificio de Ciencias de la Salud.

## Deportes
Los equipos deportivos de la Universidad del Este de Carolina son apodados los Piratas, los cuales compiten en la División I-A de la NCAA como miembro pleno de los 12 equipos que integran la Conference USA (Conferencia de Estados Unidos). Terry Holland, anterior Director Atlético y entrenador en jefe de baloncesto de la Universidad de Virginia, es el actual Director Atlético de los Piratas. Las instalaciones incluyen el Estadio Dowdy-Ficklen para fútbol americano con capacidad para 43.000 personas; la Arena Williams en el Coliseo Minges para baloncesto varonil y femenil, con capacidad para 8000 personas; y el nuevo estadio de béisbol Clark-LeClair, el cual cuenta con capacidad para 3.000 personas y una capacidad máxima para más de 6000 personas si se incluye la superficie fuera del campo conocida como la jungla, y cuya construcción tuvo un costo de $12 millones USD. El edificio de Medicina Deportiva Ward, de 7.627 m² de superficie, alberga el departamento atlético, las oficinas del Club de los Piratas y el Laboratorio de Desempeño Humano. Los atletas entrenan en el Centro Murphy, edificio de 4.875 m² de superficie, el cual alberga instalaciones para entrenamiento, así como salones para banquetes, recuerdos deportivos, y un centro de perfeccionamiento académico. El Centro Murphy tuvo un costo aproximado de $13 millones USD y abrió sus puertas a los estudiantes atletas en junio de 2002.